# ليونا فيدال روبرتس
ليونا فيدال روبرتس هي مذيعة ‏ بريطانية وتشيلية، ولدت في 1972 في بونتا أريناس في تشيلي.